# Kisvárdai kistérség
A Kisvárdai kistérség kistérség Szabolcs-Szatmár-Bereg megyében, központja: Kisvárda.

## Települései
| Ajak          | Anarcs       | Újkenéz           | Dombrád     | Döge         |
| Fényeslitke   | Gyulaháza    | Jéke              | Kékcse      | Kisvárda     |
| Lövőpetri     | Mezőladány   | Nyírlövő          | Pap         | Pátroha      |
| Rétközberencs | Szabolcsbáka | Szabolcsveresmart | Tiszakanyár | Tornyospálca |
| Újdombrád     |              |                   |             |              |

## Története
2007-ben 11 település kiválásával megalakult a Záhonyi kistérség.